# Cédric Burdet
Cédric Burdet, född 15 november 1974 i Belley, är en fransk före detta handbollsspelare. Han är vänsterhänt och spelade i anfall som högernia. Från 1997 till 2008 spelade han 227 landskamper och gjorde 491 landslagsmål för Frankrikes landslag. Han var bland annat med och vann OS-guld 2008 i Peking.

## Klubbar
- SO Chambéry (–1995)
- Montpellier HB (1995–2003)
- VfL Gummersbach (2003–2006)
- Montpellier HB (2006–2009)
- USAM Nîmes (2009–2010)